# Olof Hising
Olof  Hising, född 1607 i Arboga, död 20 juni 1658 i Norrköping, var en svensk borgmästare i Norrköping.

## Biografi
Hising var son till kyrkoherden i Fellingsbro Carolus Olai Gevaliensis Hising av släkten Hising och Cecilia Matsdotter Hintze.

### Familj
Hising gifte sig första gången 16 maj 1641 med Margareta Crusebjörn (1609–1642). Hon var dotter till landshövdingen Peter Kruse i Dalarnas län och Cecilia Rehn. Margareta Crusebjörn var änka efter borgmästaren Nils Månsson i Norrköping. De fick tillsammans dottern Cecilia Hising (född 1642) som var gift med kaptenen Alexander Otto von Essen vid Närkes och Värmlands regemente.
Hising gifte sig andra gången 1643 med Kerstin Nilsdotter (död 1680).